# 본느
본느(Bonne Co. Ltd.)는 대한민국의 화장품 기업이다. 본사는 서울특별시 강남구 선릉로90길 14 프레티늄 빌딩에 위치해 있으며 대표이사는 임성기이다. 2021년 인수한 자회사 아토세이프가 하나27호스팩과의 스팩 소멸합병을 신청하였다

## 참고문헌
1. ↑  본느, 상반기 영업익 18억…전년비 486.98% ↑, 한국경제, 2023.08.14
2. ↑  본느, 美 수출 본격화…수주잔고 240억원, 뉴스핌, 2023년 9월 11일
3. ↑  본느 자회사 아토세이프, 상장 도전…몸값 635억, 딜사이트, 2023.06.16